# Доминика на Олимпийских играх
Доминика принимала участие в 7 летних Олимпийских играх. Дебютировала на Играх в Атланте в 1996 году и с тех пор участвовала во всех летних Играх. В зимних Олимпийских играх спортсмены Доминики впервые приняли участие в 2014 году в Сочи. 
Национальный Олимпийский комитет Доминики был образован в 1993 году и признан МОК в 1998 году, спустя 20 лет после обретения Доминикой независимости.
3 августа 2024 года на Олимпийских играх в Париже Теа Лафонд выиграла золото в тройном прыжке и принесла Доминике первую олимпийскую медаль в истории.

## Таблица медалей
| Игры                | Спортсменов | Золото | Серебро | Бронза | Всего | Место |
| ------------------- | ----------- | ------ | ------- | ------ | ----- | ----- |
| 1996 Атланта        | 6           | 0      | 0       | 0      | 0     | —     |
| 2000 Сидней         | 4           | 0      | 0       | 0      | 0     | —     |
| 2004 Афины          | 2           | 0      | 0       | 0      | 0     | —     |
| 2008 Пекин          | 2           | 0      | 0       | 0      | 0     | —     |
| 2012 Лондон         | 2           | 0      | 0       | 0      | 0     | —     |
| 2016 Рио-де-Жанейро | 2           | 0      | 0       | 0      | 0     | —     |
| 2020 Токио          | 2           | 0      | 0       | 0      | 0     | —     |
| Итого               | Итого       | 0      | 0       | 0      | 0     |       |

| Игры      | Спортсменов | Золото | Серебро | Бронза | Всего | Место |
| --------- | ----------- | ------ | ------- | ------ | ----- | ----- |
| 2014 Сочи | 2           | 0      | 0       | 0      | 0     | –     |
| Итого     | Итого       | 0      | 0       | 0      | 0     |       |